# Strigi
Strigi is een geavanceerde, platformonafhankelijke desktopzoeker ontwikkeld door Jos van den Oever. Strigi is een redelijk nieuw project en heeft niet zoveel geavanceerde functies als Beagle. De nadruk ligt bij Strigi dan ook op lichtgewicht, flexibel en overdraagbaar. Strigi heeft lagere systeemeisen dan concurrerende programma's en is makkelijk uit te breiden met plug-ins.

## Overzicht
- Strigi kan de inhoud en metadata van onder andere Archieven, documenten, e-mails (KMail), muziekbestanden, broncode, adressen en afbeeldingen (PNG) indexeren.
- Strigi is heel flexibel en kan hyperestraier, SQLite, xapian en CLucene gebruiken als crawlers. CLucene (de snelste van de vier) is een naar C++ overgezette versie van Lucene en is ook de eerste die in Strigi geïntegreerd werd.
- Uitbreidbaar met plugins, waardoor meer soorten bestanden kunnen worden geïndexeerd
- Van elk geïndexeerd bestand wordt ook een SHA-1-hash gemaakt om duplicaten te vinden.
- D-Bus verzorgt de communicatie tussen de zoekdaemon en andere programma's, waardoor Strigi makkelijk kan worden geïntegreerd in andere programma's.

## KDE
Strigi is standaard geïntegreerd in KDE 4. Strigi zal ook worden geïntegreerd in NEPOMUK om een Semantische Desktop te creëren. NEPOMUK geeft gebruikers de mogelijkheid om bestanden de quoteren, te taggen, commentaar toe te voegen en te koppelen aan andere bestanden. Strigi kan hiervan profitren en een preciezere zoekopdracht mogelijk maken.